# Крас (Істрія)

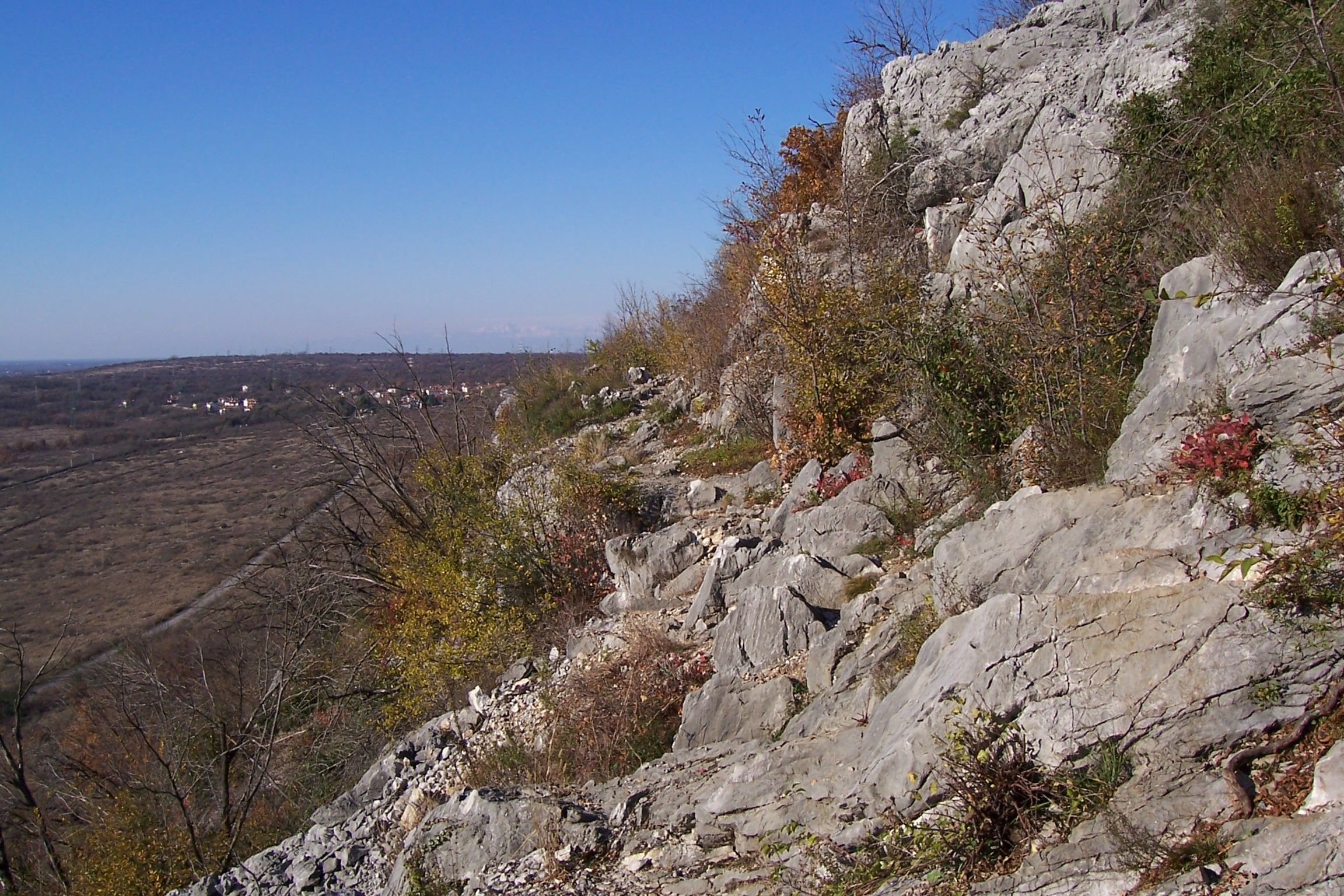
Карстовий ландшафт в італійській комуні Добердо-дель-Лаго.

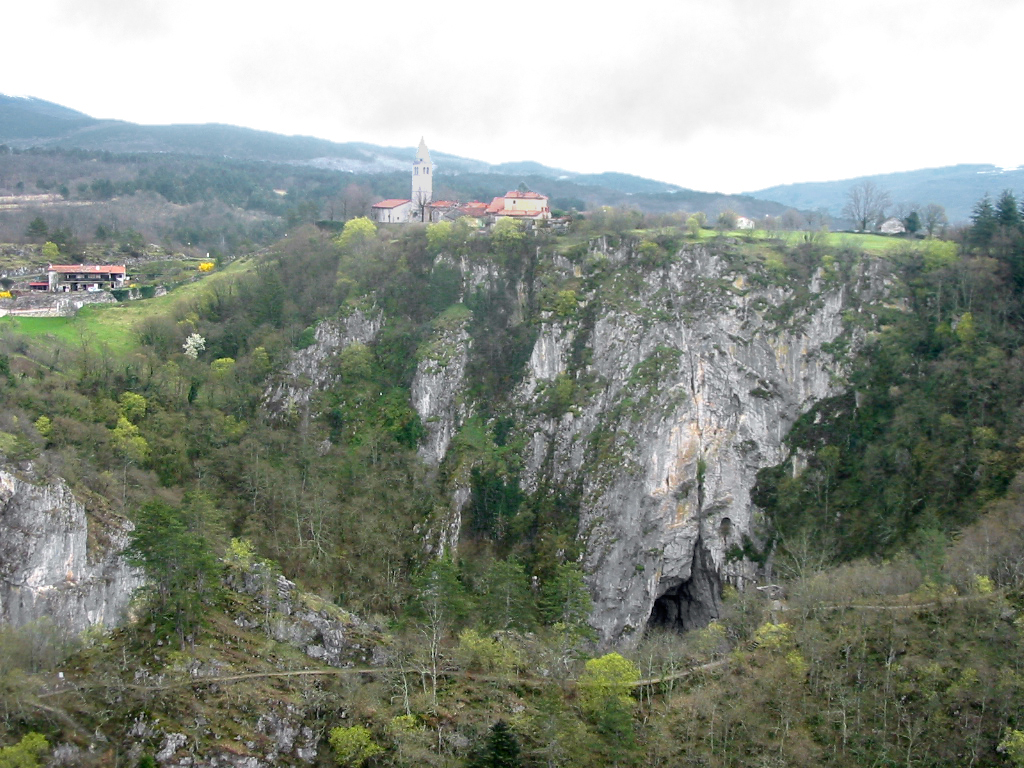
Плато Крас в селищі Шкоцян

Крас або Карст (італ. Carso, нім. Karst, словен. Kras) — вапнякове прикордонне плато на південному заході Словенії, яке продовжується на північний схід Італії. Розташоване між долиною Випава, невисокими пагорбами навколо долини, найзахіднішою частина пагорбів Брикні, північною Істрією, і Трієстською затокою. Західний край плато, також є традиційним етнічним кордоном між італійцями і словенцями.
Регіон відомий тим, що дав назву карстовому рельєфу. З цієї причини він також згадується як «класичний карст».

## Географічне положення
Плато досить круто здіймається над навколишніми теренами, за винятком її північно-східної сторони, де крутизна менш виразна. Плато поступово опускається з південного сходу на південний захід. У середньому плато лежить 334 метрів над рівнем моря. Його західний край, відомий як Карст-Рим (словен. Kraški rob), є продовженням пасма Учка у Східній Істрії, і піднімається на сході і південному сході до Трієсту, і закінчується крутими скелями між Набрежина і Дуїно. Багато цікавих геологічних явищ є вздовж Карст Рим, у тому числі мальовнича долина Росандра (словен. Dolina Glinščice).
Оскільки Карст круто уривається до Адріатичного моря, це вельми файно впливає на середземноморський клімат. У минулому, основна рослинність на плато були дуби, але вони були замінені сосновим лісом в XIX та XX століттях. Ліси тепер покривають лише одну третину всього терену. У Середньовіччі, плато зазнало радикальну вирубку. Більша частина деревини пішло на палі, які є підмурівком міста Венеція.
Карст славиться своїми печерами. У Словенії, це Вилениця (найстарішу демонстровану печеру у світі), печери Липиця, Дивача, Качна, Постойна і Шкоцян, в Італії — Гротте-Гіганте.
Більшість Карсту знаходиться в Словенському Примор'ї, площею 429 км², з населенням близько 19,000 осіб. Карст в цілому має 100 населених пунктів. Місто Сежана — центр регіону у Словенії. Основними центрами є сільські поселення Дивача, Дутовлє і Комен. В Італії найбільші поселення — Опічина, Набрежина і Дуїно.

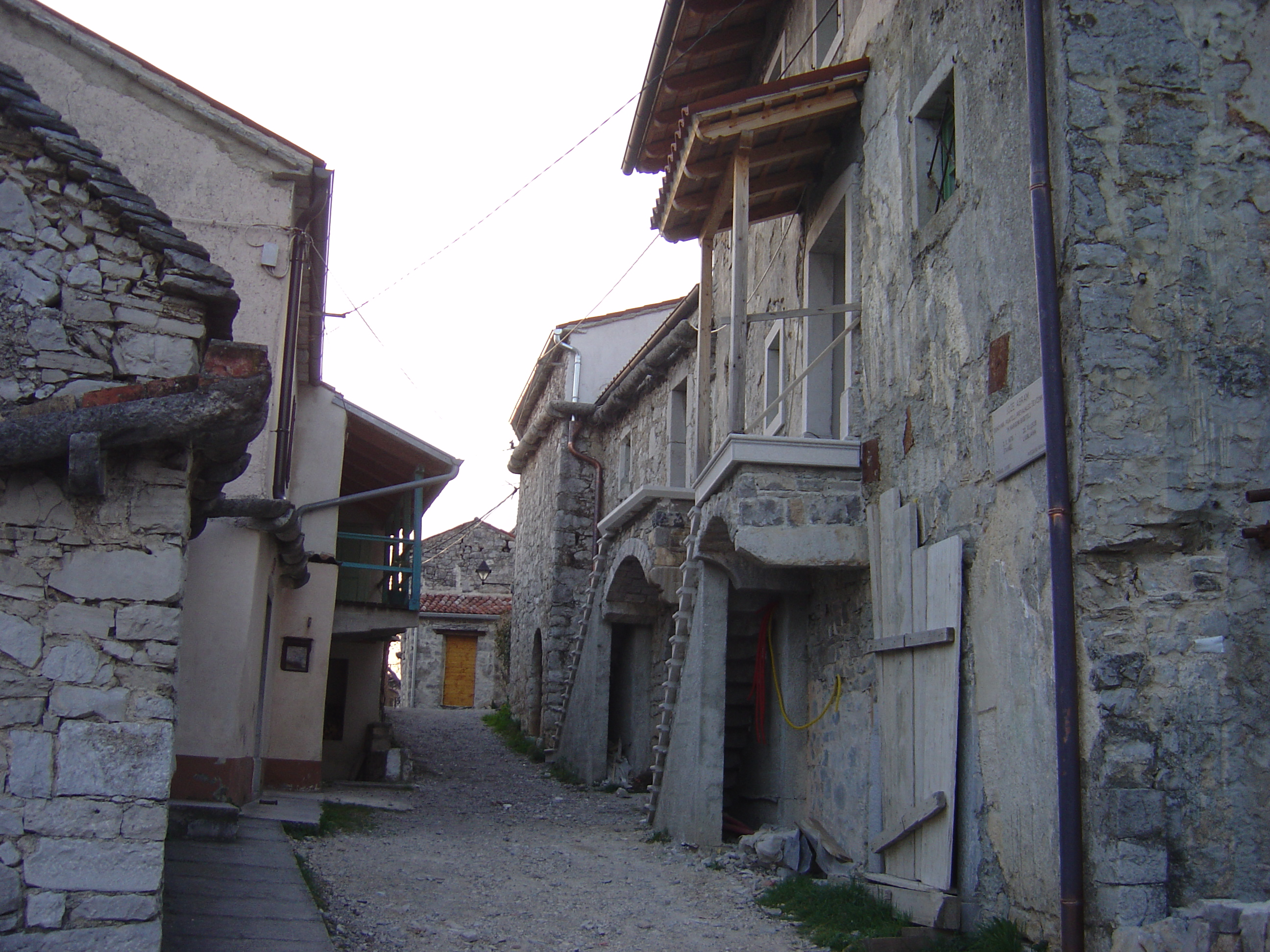
Село Штанель
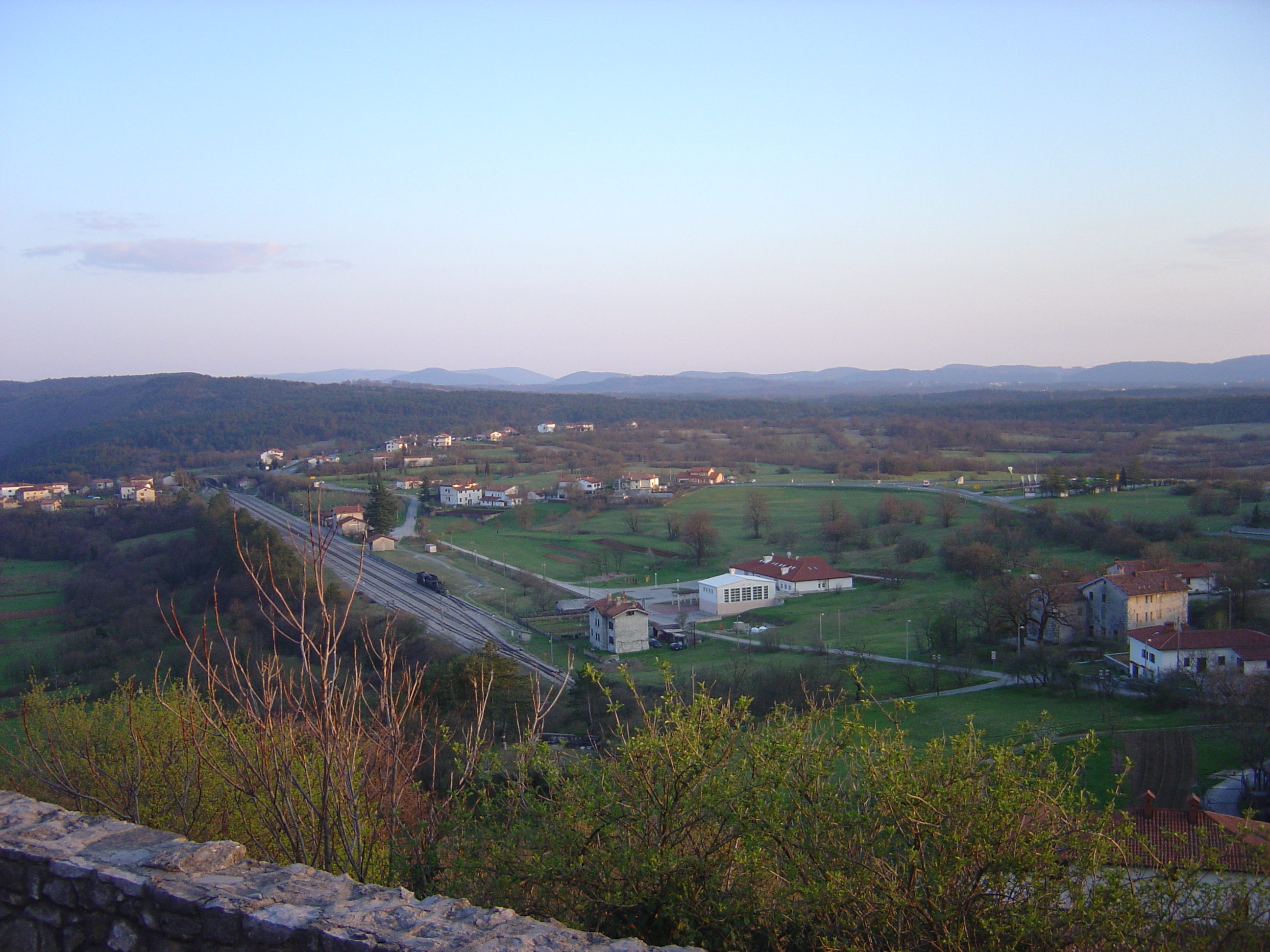
Карстовий пейзаж вид із Штанеля
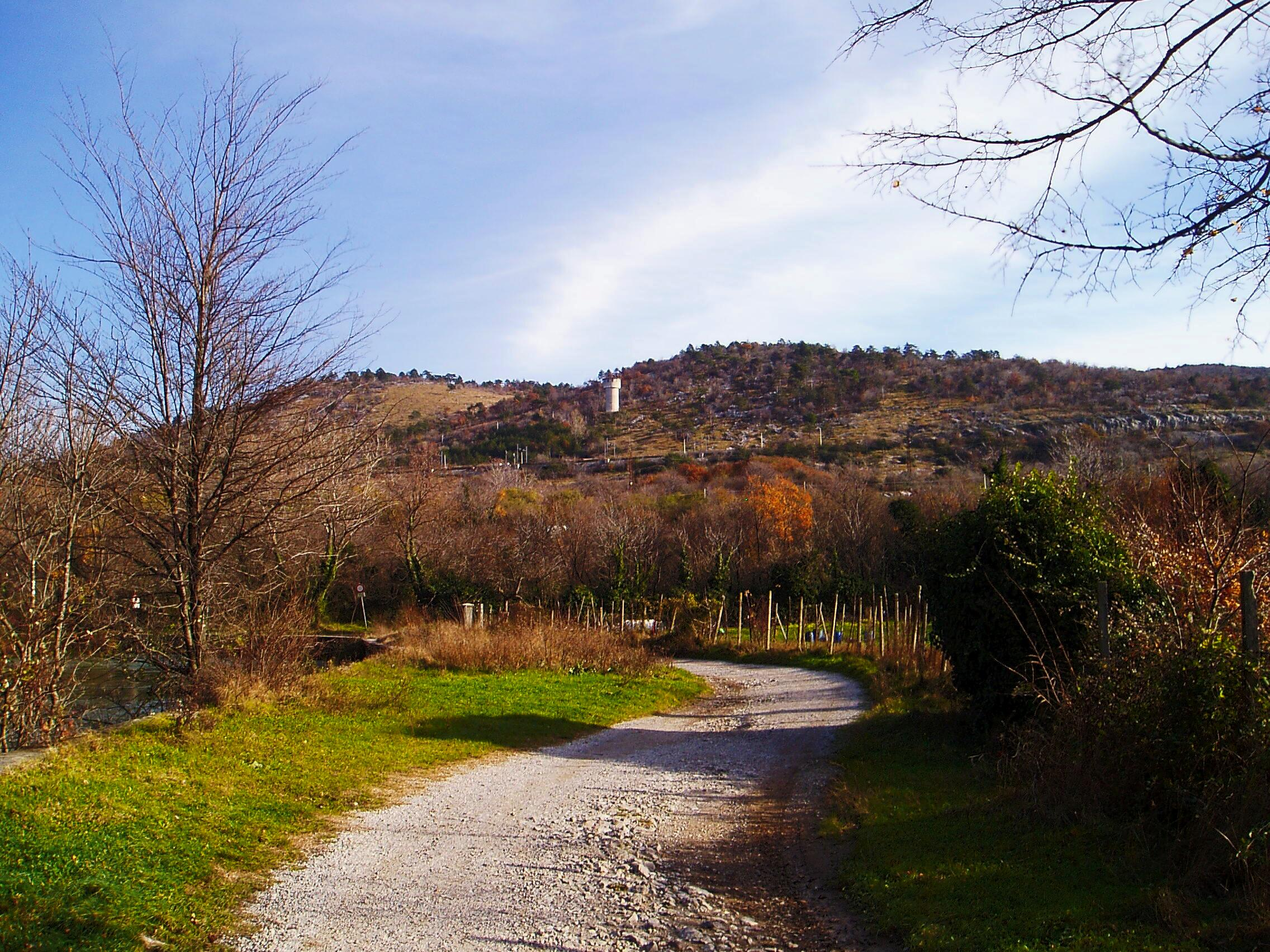
Ландшафт біля Дуїно
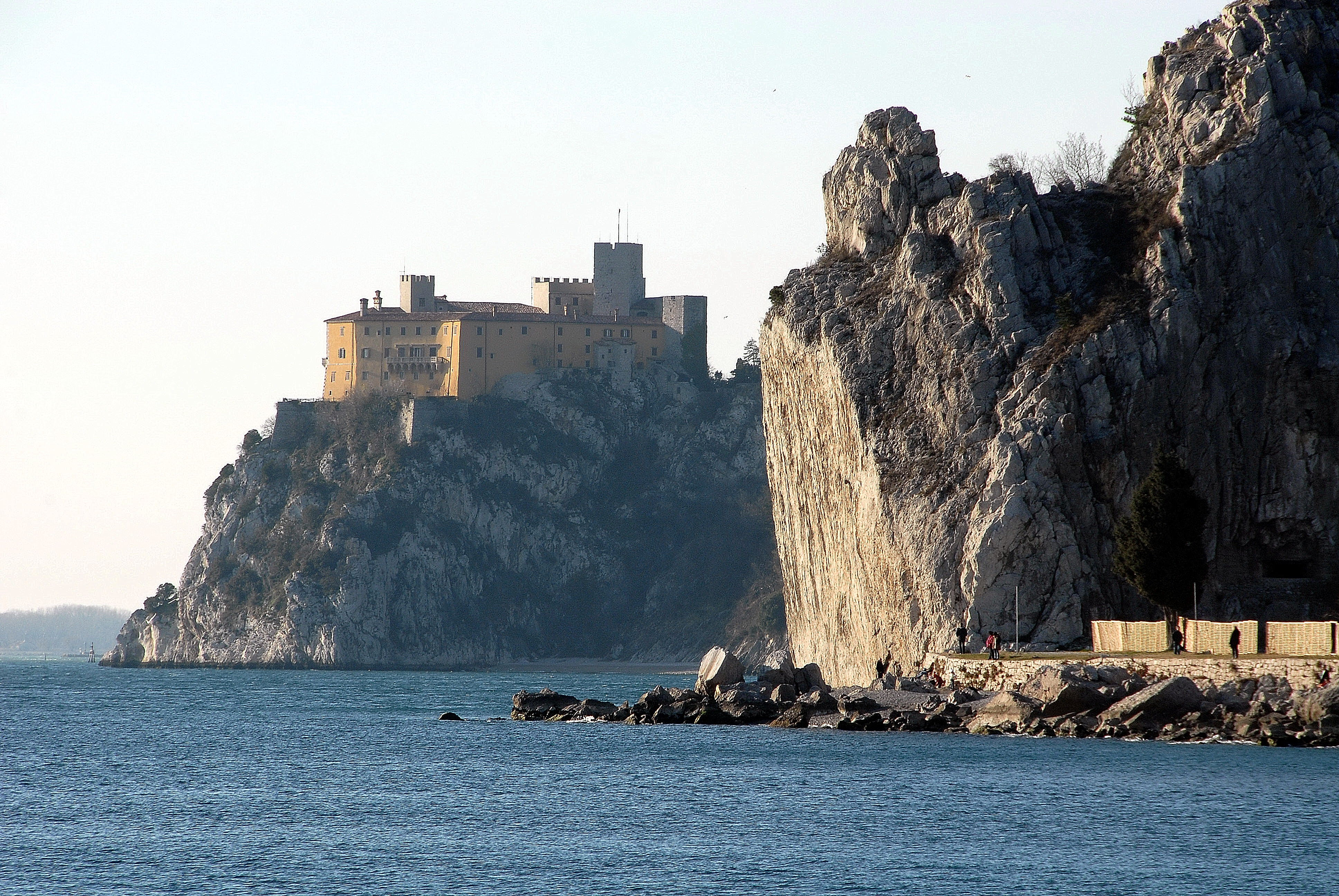
Скелі біля Набережина
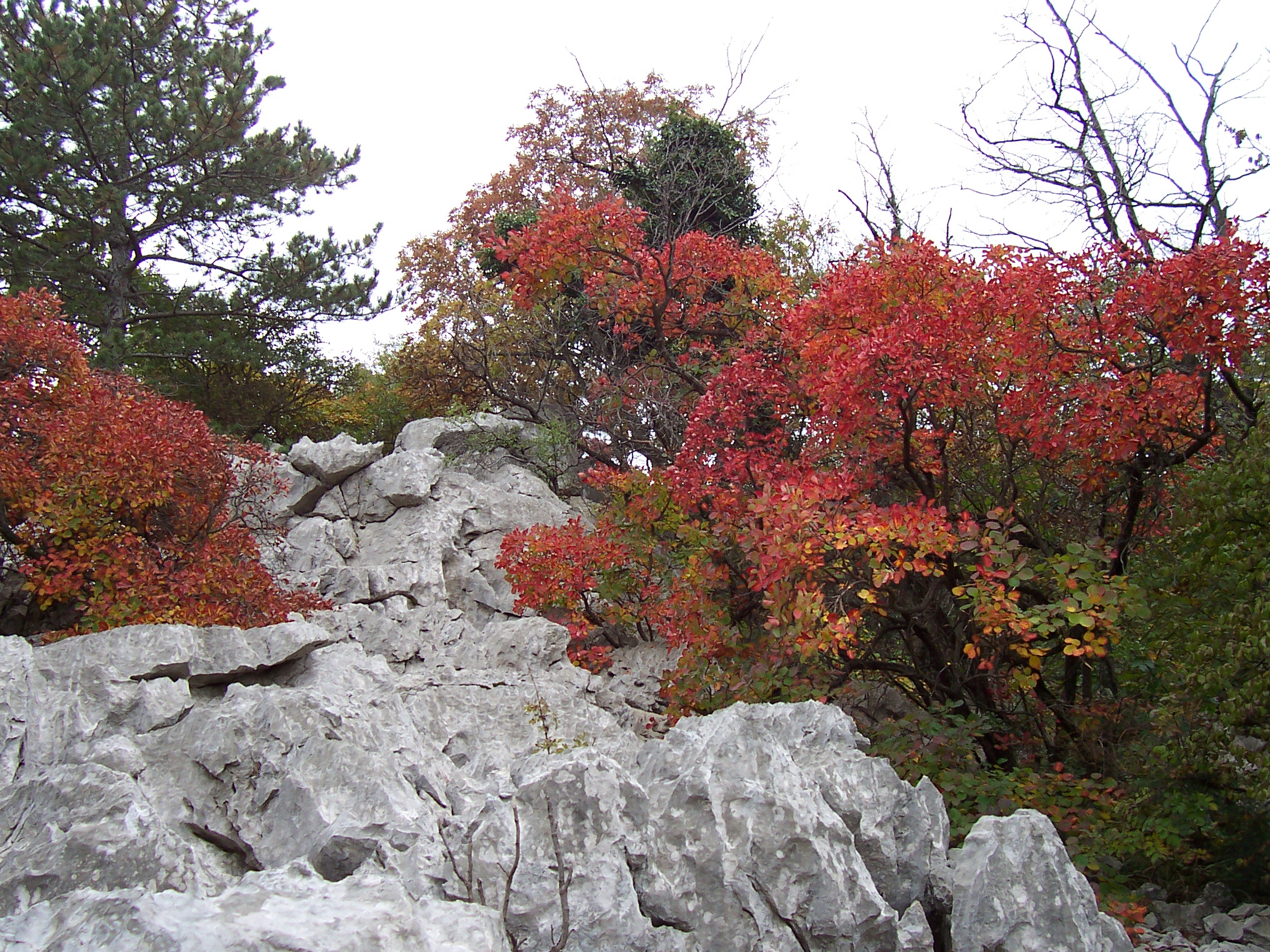
Карстовий ландшафт в Провінції Трієст
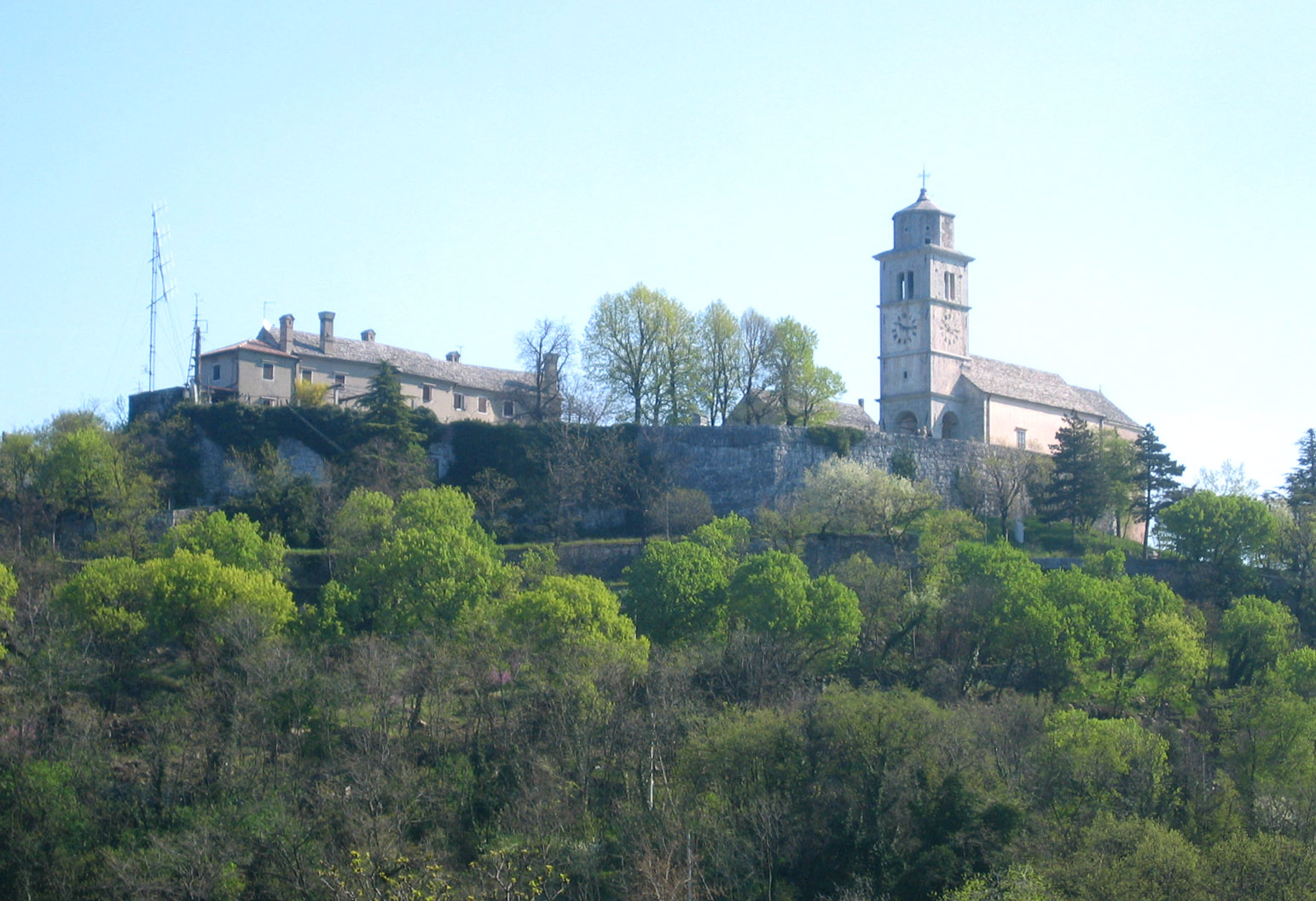
Церква-фортеця в Ропентабор
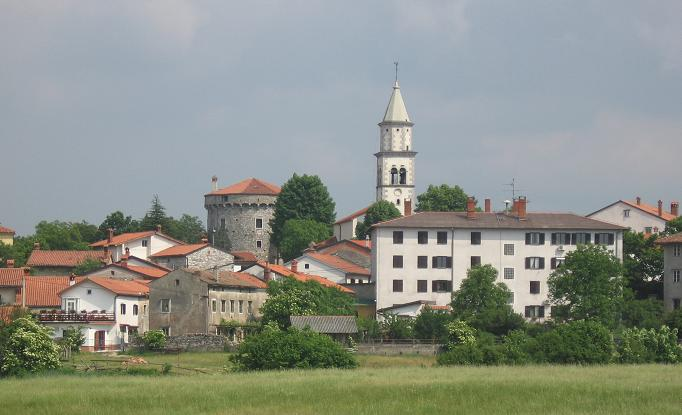
Село Локев біля Сежана
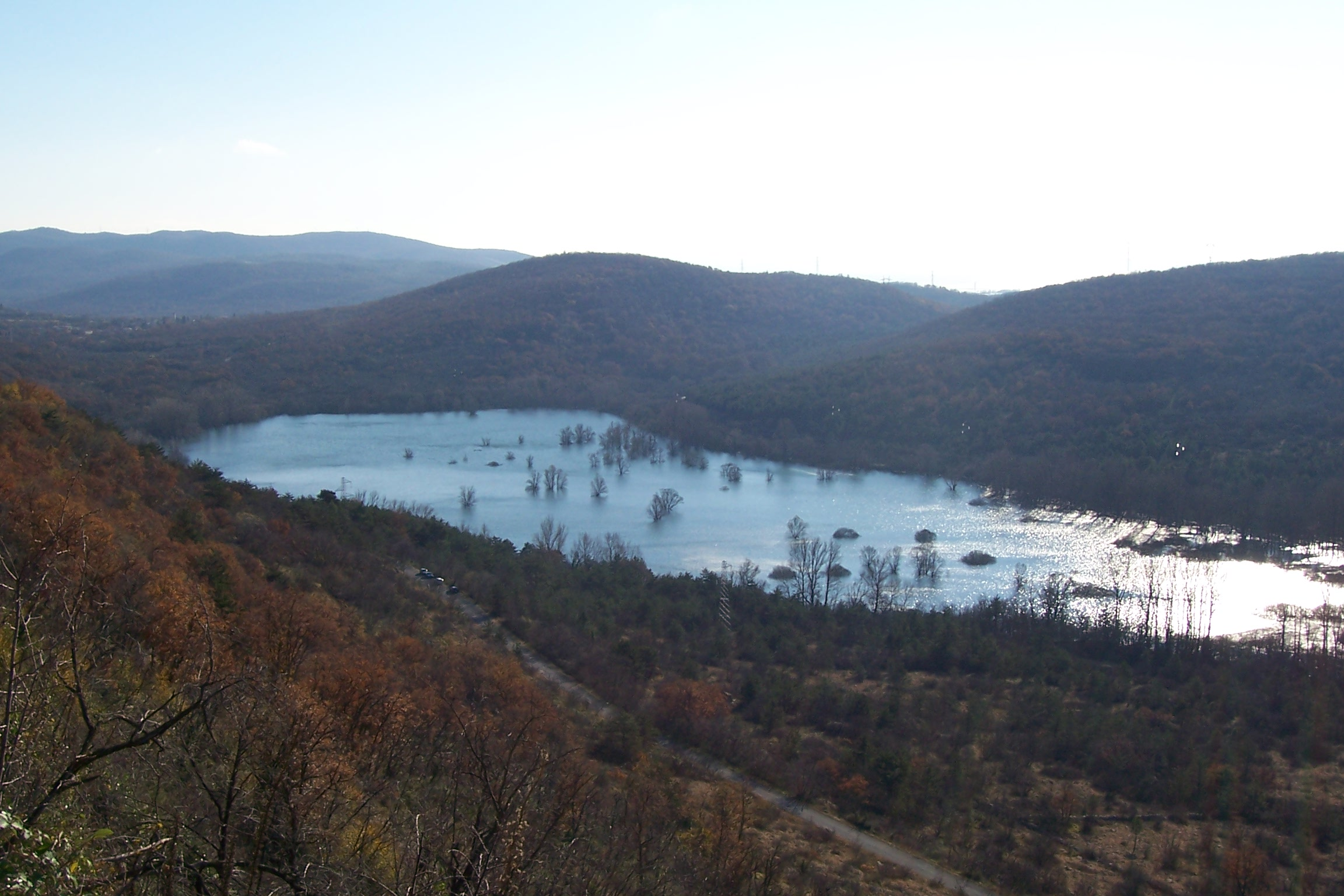
Добердобське озеро